# Championnat de France de tennis 1912
Résultats détaillés de l’édition 1912 du championnat de France de tennis.

## Faits marquants
En 1912, le simple messieurs du championnat de France est remporté par Max Decugis.

## Palmarès
| Tableau          | Vainqueurs                      | Vainqueurs | Score   | Finalistes     | Finalistes |
| ---------------- | ------------------------------- | ---------- | ------- | -------------- | ---------- |
| Simple dames     | Jeanne Matthey                  | France     | 6-2 7-5 | Marie Danet    | France     |
| Simple messieurs | Max Decugis                     | France     |         | Maurice Germot | France     |
| Double dames     | Jeanne Matthey Daisy Speranza   | France     |         |                |            |
| Double mixte     | Daisy Speranza William Laurentz | France     |         |                |            |

## Simple messieurs
|  |              |  |  |  |  |
|  | Finale       |  |  |  |  |
|  |              |  |  |  |  |
|  |              |  |  |  |  |
|  | Max Decugis  |  |  |  |  |
|  |              |  |  |  |  |
|  | André Gobert |  |  |  |  |

## Simple dames
La championne en titre 1911, Jeanne Matthey, est directement qualifiée pour le challenge round (grande finale).
|  |                 |  |   |   |  |
|  | Challenge round |  |   |   |  |
|  |                 |  |   |   |  |
|  |                 |  |   |   |  |
|  | Jeanne Matthey  |  | 6 | 7 |  |
|  | Jeanne Matthey  |  | 6 | 7 |  |
|  | Marie Danet     |  | 2 | 5 |  |

## Double dames
Championne en titre 1911, la paire Jeanne Matthey - Daisy Speranza est directement qualifiée pour le challenge round (grande finale).
|  |                               |  |  |  |  |
|  | Challenge round               |  |  |  |  |
|  |                               |  |  |  |  |
|  |                               |  |  |  |  |
|  | Jeanne Matthey Daisy Speranza |  |  |  |  |
|  |                               |  |  |  |  |
|  |                               |  |  |  |  |

## Double mixte
|  |                                 |  |  |  |  |
|  | Finale                          |  |  |  |  |
|  |                                 |  |  |  |  |
|  |                                 |  |  |  |  |
|  | Daisy Speranza William Laurentz |  |  |  |  |
|  |                                 |  |  |  |  |
|  |                                 |  |  |  |  |